# Interlands Spaans voetbalelftal 2000-2009
Deze pagina toont een chronologisch en gedetailleerd overzicht van de interlands die het Spaans voetbalelftal speelde in de periode 2000 – 2009.

## Interlands

### 2000
|                                                       |                                              |       |       |                                                                               |
| 26 januari Vriendschappelijk № 441 «onderlinge duels» | Spanje                                       | 3 – 0 | Polen | Cartagonova, Cartagena Toeschouwers: 15.000 Scheidsrechter: Éric Poulat (FRA) |
| 26 januari Vriendschappelijk № 441 «onderlinge duels» | Raúl 15' Ismael Urzaíz 56' Ismael Urzaíz 58' |       |       | Cartagonova, Cartagena Toeschouwers: 15.000 Scheidsrechter: Éric Poulat (FRA) |

|                                                        |         |       |        |                                                                                 |
| 23 februari Vriendschappelijk № 442 «onderlinge duels» | Kroatië | 0 – 0 | Spanje | Poljudstadion, Split Toeschouwers: 10.000 Scheidsrechter: Attila Hanacsek (HUN) |
| 23 februari Vriendschappelijk № 442 «onderlinge duels» |         |       |        | Poljudstadion, Split Toeschouwers: 10.000 Scheidsrechter: Attila Hanacsek (HUN) |

|                                                     |                                          |       |        | |
| 29 maart Vriendschappelijk № 443 «onderlinge duels» | Spanje                                   | 2 – 0 | Italië | Olympisch Stadion Lluís Companys, Barcelona Toeschouwers: 53.600 Scheidsrechter: Claude Colombo (FRA) |
| 29 maart Vriendschappelijk № 443 «onderlinge duels» | Alfonso Pérez 61' Abelardo Fernández 79' |       |        | Olympisch Stadion Lluís Companys, Barcelona Toeschouwers: 53.600 Scheidsrechter: Claude Colombo (FRA) |

|                                                   |                    |       |                          |                                                                              |
| 3 juni Vriendschappelijk № 444 «onderlinge duels» | Zweden             | 1 – 1 | Spanje                   | Ullevi, Göteborg Toeschouwers: 35.215 Scheidsrechter: Fiorenzo Treossi (ITA) |
| 3 juni Vriendschappelijk № 444 «onderlinge duels» | Roland Nilsson 74' |       | 43' (pen.) Pep Guardiola | Ullevi, Göteborg Toeschouwers: 35.215 Scheidsrechter: Fiorenzo Treossi (ITA) |

|                                                   |           |                    |        |                                                                                        |
| 7 juni Vriendschappelijk № 445 «onderlinge duels» | Luxemburg | 0 – 1              | Zweden | Stade Josy Barthel, Luxemburg Toeschouwers: 6.000 Scheidsrechter: Herbert Fandel (GER) |
| 7 juni Vriendschappelijk № 445 «onderlinge duels» |           | 2' Gaizka Mendieta |        | Stade Josy Barthel, Luxemburg Toeschouwers: 6.000 Scheidsrechter: Herbert Fandel (GER) |

| EK voetbal 2000 |
| --------------- |

|                                                  |        |                     |           |                                                                                            |
| 13 juni EK 2000 Groep C № 446 «onderlinge duels» | Spanje | 0 – 1               | Noorwegen | Stadion Feijenoord, Rotterdam Toeschouwers: 45.000 Scheidsrechter: Gamal Al-Ghandour (EGY) |
| 13 juni EK 2000 Groep C № 446 «onderlinge duels» |        | 65' Steffen Iversen |           | Stadion Feijenoord, Rotterdam Toeschouwers: 45.000 Scheidsrechter: Gamal Al-Ghandour (EGY) |

|                                                  |                    |       |                               |                                                                                   |
| 18 juni EK 2000 Groep C № 447 «onderlinge duels» | Slovenië           | 1 – 2 | Spanje                        | Amsterdam ArenA, Amsterdam Toeschouwers: 45.000 Scheidsrechter: Markus Merk (GER) |
| 18 juni EK 2000 Groep C № 447 «onderlinge duels» | Zlatko Zahovič 59' |       | 4' Raúl 60' Joseba Etxeberria | Amsterdam ArenA, Amsterdam Toeschouwers: 45.000 Scheidsrechter: Markus Merk (GER) |

|                                                  |                                                                  |       |                                                                                    |                                                                                        |
| 21 juni EK 2000 Groep C № 448 «onderlinge duels» | Joegoslavië                                                      | 3 – 4 | Spanje                                                                             | Jan Breydelstadion, Brugge Toeschouwers: 22.000 Scheidsrechter: Gilles Veissière (FRA) |
| 21 juni EK 2000 Groep C № 448 «onderlinge duels» | Savo Milošević 30' Dejan Govedarica 50' Slobodan Komljenović 75' |       | 38' Alfonso Pérez 51' Pedro Munitis 90' (pen.) Gaizka Mendieta 90+4' Alfonso Pérez | Jan Breydelstadion, Brugge Toeschouwers: 22.000 Scheidsrechter: Gilles Veissière (FRA) |

|                                                      |                            |       |                                         |                                                                                         |
| 25 juni EK 2000 Kwartfinale № 449 «onderlinge duels» | Spanje                     | 1 – 2 | Frankrijk                               | Jan Breydelstadion, Brugge Toeschouwers: 29.000 Scheidsrechter: Pierluigi Collina (ITA) |
| 25 juni EK 2000 Kwartfinale № 449 «onderlinge duels» | Gaizka Mendieta 38' (pen.) |       | 32' Zinédine Zidane 44' Youri Djorkaeff | Jan Breydelstadion, Brugge Toeschouwers: 29.000 Scheidsrechter: Pierluigi Collina (ITA) |

|  |  |  |  |  |  |  |  |  |

|                                                        |                                                                                 |       |          |                                                                                       |
| 16 augustus Vriendschappelijk № 450 «onderlinge duels» | Duitsland                                                                       | 4 – 1 | Spanje   | Niedersachsenstadion, Hannover Toeschouwers: 45.000 Scheidsrechter: Knud Fisker (DEN) |
| 16 augustus Vriendschappelijk № 450 «onderlinge duels» | Mehmet Scholl 24' Mehmet Scholl 51' Alexander Zickler 57' Alexander Zickler 62' |       | 69' Raúl | Niedersachsenstadion, Hannover Toeschouwers: 45.000 Scheidsrechter: Knud Fisker (DEN) |

|                                                                   |                  |       |                                         |                                                                                    |
| 2 september Kwalificatie WK 2002 Groep G № 451 «onderlinge duels» | Bosnië en Herz.  | 1 – 2 | Spanje                                  | Stadion Koševo, Sarajevo Toeschouwers: 28.700 Scheidsrechter: Herbert Fandel (GER) |
| 2 september Kwalificatie WK 2002 Groep G № 451 «onderlinge duels» | Elvir Baljić 41' |       | 39' Gérardo Lopez 72' Joseba Etxeberría | Stadion Koševo, Sarajevo Toeschouwers: 28.700 Scheidsrechter: Herbert Fandel (GER) |

|                                                                 |                                      |       |        |                                                                                             |
| 7 oktober Kwalificatie WK 2002 Groep G № 452 «onderlinge duels» | Spanje                               | 2 – 0 | Israël | Estadio Santiago Bernabéu, Madrid Toeschouwers: 75.000 Scheidsrechter: Claude Colombo (FRA) |
| 7 oktober Kwalificatie WK 2002 Groep G № 452 «onderlinge duels» | Gerard López 22' Fernando Hierro 53' |       |        | Estadio Santiago Bernabéu, Madrid Toeschouwers: 75.000 Scheidsrechter: Claude Colombo (FRA) |

|                                                                  |                                      |       |        |                                                                                       |
| 11 oktober Kwalificatie WK 2002 Groep G № 453 «onderlinge duels» | Oostenrijk                           | 1 – 1 | Spanje | Ernst Happelstadion, Wenen Toeschouwers: 48.000 Scheidsrechter: Valentin Ivanov (RUS) |
| 11 oktober Kwalificatie WK 2002 Groep G № 453 «onderlinge duels» | Gerard López 22' Fernando Hierro 53' |       |        | Ernst Happelstadion, Wenen Toeschouwers: 48.000 Scheidsrechter: Valentin Ivanov (RUS) |

|                                                        |                     |       |                                         |                                                                                        |
| 15 november Vriendschappelijk № 454 «onderlinge duels» | Spanje              | 1 – 2 | Nederland                               | Olympisch Stadion, Sevilla Toeschouwers: 30.000 Scheidsrechter: Domenico Messina (ITA) |
| 15 november Vriendschappelijk № 454 «onderlinge duels» | Fernando Hierro 66' |       | 73' Jimmy Hasselbaink 85' Frank de Boer | Olympisch Stadion, Sevilla Toeschouwers: 30.000 Scheidsrechter: Domenico Messina (ITA) |

### 2001
|                                                        |                                                 |       |        |                                                                                  |
| 28 februari Vriendschappelijk № 455 «onderlinge duels» | Engeland                                        | 3 – 0 | Spanje | Villa Park, Birmingham Toeschouwers: 42.129 Scheidsrechter: Kyros Vassaras (GRE) |
| 28 februari Vriendschappelijk № 455 «onderlinge duels» | Nick Barmby 38' Emile Heskey 56' Ugo Ehiogu 70' |       |        | Villa Park, Birmingham Toeschouwers: 42.129 Scheidsrechter: Kyros Vassaras (GRE) |

|                                                                |                                                                                               |       |               |                                                                                            |
| 24 maart Kwalificatie WK 2002 Groep G № 456 «onderlinge duels» | Spanje                                                                                        | 5 – 0 | Liechtenstein | Estadio José Rico Pérez, Alicante Toeschouwers: 29.900 Scheidsrechter: Darko Čeferin (SLO) |
| 24 maart Kwalificatie WK 2002 Groep G № 456 «onderlinge duels» | Iván Helguera 19' Gaizka Mendieta 36' Fernando Hierro 54' (pen.) Raúl 67' Gaizka Mendieta 81' |       |               | Estadio José Rico Pérez, Alicante Toeschouwers: 29.900 Scheidsrechter: Darko Čeferin (SLO) |

|                                                     |                                          |       |                     |                                                                                             |
| 28 maart Vriendschappelijk № 457 «onderlinge duels» | Spanje                                   | 2 – 1 | Frankrijk           | Estadio Mestalla, Valencia Toeschouwers: 35.500 Scheidsrechter: Lutz Michael Fröhlich (GER) |
| 28 maart Vriendschappelijk № 457 «onderlinge duels» | Iván Helguera 41' Fernando Morientes 49' |       | 85' David Trezeguet | Estadio Mestalla, Valencia Toeschouwers: 35.500 Scheidsrechter: Lutz Michael Fröhlich (GER) |

|                                                     |                    |       |       |                                                                                             |
| 25 april Vriendschappelijk № 458 «onderlinge duels» | Spanje             | 1 – 0 | Japan | Estadio Nuevo Arcángel, Córdoba Toeschouwers: 14.000 Scheidsrechter: Miroslav Radoman (YUG) |
| 25 april Vriendschappelijk № 458 «onderlinge duels» | Rubén Baraja 90+2' |       |       | Estadio Nuevo Arcángel, Córdoba Toeschouwers: 14.000 Scheidsrechter: Miroslav Radoman (YUG) |

|                                                              |                                                                  |       |                    |                                                                                            |
| 2 juni Kwalificatie WK 2002 Groep G № 459 «onderlinge duels» | Spanje                                                           | 4 – 1 | Bosnië en Her.     | Estadio Carlos Tartiere, Oviedo Toeschouwers: 27.000 Scheidsrechter: Roy Helge Olsen (NOR) |
| 2 juni Kwalificatie WK 2002 Groep G № 459 «onderlinge duels» | Fernando Hierro 26' Javi Moreno 76' Raúl 89' Diego Tristán 90+1' |       | 41' Mirsad Bešlija | Estadio Carlos Tartiere, Oviedo Toeschouwers: 27.000 Scheidsrechter: Roy Helge Olsen (NOR) |

|                                                              |                |       |          |                                                                                      |
| 6 juni Kwalificatie WK 2002 Groep G № 460 «onderlinge duels» | Israël         | 1 – 1 | Spanje   | Nationaal Stadion, Ramat Gan Toeschouwers: 25.000 Scheidsrechter: Anders Frisk (SWE) |
| 6 juni Kwalificatie WK 2002 Groep G № 460 «onderlinge duels» | Haim Revivo 4' |       | 62' Raúl | Nationaal Stadion, Ramat Gan Toeschouwers: 25.000 Scheidsrechter: Anders Frisk (SWE) |

|                                                                   |                                                                                     |       |            |                                                                                        |
| 1 september Kwalificatie WK 2002 Groep G № 461 «onderlinge duels» | Spanje                                                                              | 4 – 0 | Oostenrijk | Estadio Mestalla, Valencia Toeschouwers: 31.661 Scheidsrechter: Horacio Elisondo (ARG) |
| 1 september Kwalificatie WK 2002 Groep G № 461 «onderlinge duels» | Diego Tristán 45' Fernando Morientes 80' Fernando Morientes 84' Gaizka Mendieta 90' |       |            | Estadio Mestalla, Valencia Toeschouwers: 31.661 Scheidsrechter: Horacio Elisondo (ARG) |

|                                                                   |               |                    |        |                                                                                 |
| 5 september Kwalificatie WK 2002 Groep G № 462 «onderlinge duels» | Liechtenstein | 0 – 2              | Spanje | Rheinparkstadion, Vaduz Toeschouwers: 4.800 Scheidsrechter: Ivan Dobrinov (BUL) |
| 5 september Kwalificatie WK 2002 Groep G № 462 «onderlinge duels» |               | 18' Raúl 82' Nadal |        | Rheinparkstadion, Vaduz Toeschouwers: 4.800 Scheidsrechter: Ivan Dobrinov (BUL) |

|                                                        |          |       |        |                                                                                             |
| 14 november Vriendschappelijk № 463 «onderlinge duels» | Spanje   | 1 – 0 | Mexico | Estadio Nuevo Colombino, Huelva Toeschouwers: 20.000 Scheidsrechter: Domenico Messina (ITA) |
| 14 november Vriendschappelijk № 463 «onderlinge duels» | Raúl 72' |       |        | Estadio Nuevo Colombino, Huelva Toeschouwers: 20.000 Scheidsrechter: Domenico Messina (ITA) |

### 2002
|                                                        |                        |       |                 | |
| 13 februari Vriendschappelijk № 464 «onderlinge duels» | Spanje                 | 1 – 1 | Portugal        | Olympisch Stadion Lluís Companys, Barcelona Toeschouwers: 48.200 Scheidsrechter: Alexandru Tudor (ROU) |
| 13 februari Vriendschappelijk № 464 «onderlinge duels» | Fernando Morientes 41' |       | 29' Jorge Costa | Olympisch Stadion Lluís Companys, Barcelona Toeschouwers: 48.200 Scheidsrechter: Alexandru Tudor (ROU) |

|                                                     |                   |       |        |                                                                                            |
| 27 maart Vriendschappelijk № 465 «onderlinge duels» | Nederland         | 1 – 0 | Spanje | Stadion Feijenoord, Rotterdam Toeschouwers: 40.000 Scheidsrechter: Karl-Erik Nilsson (SWE) |
| 27 maart Vriendschappelijk № 465 «onderlinge duels» | Frank de Boer 31' |       |        | Stadion Feijenoord, Rotterdam Toeschouwers: 40.000 Scheidsrechter: Karl-Erik Nilsson (SWE) |

|                                                     |               |                                                                            |        |                                                                               |
| 17 april Vriendschappelijk № 466 «onderlinge duels» | Noord-Ierland | 0 – 5                                                                      | Spanje | Windsor Park, Belfast Toeschouwers: 11.103 Scheidsrechter: Kenny Clarke (SCO) |
| 17 april Vriendschappelijk № 466 «onderlinge duels» |               | 23' Raúl 48' Rubén Baraja 54' Raúl 70' Carles Puyol 79' Fernando Morientes |        | Windsor Park, Belfast Toeschouwers: 11.103 Scheidsrechter: Kenny Clarke (SCO) |

| WK voetbal 2002 |
| --------------- |

|                                                 |                                                             |       |                           |                                                                                              |
| 2 juni WK 2002 Groep B № 467 «onderlinge duels» | Spanje                                                      | 3 – 1 | Slovenië                  | Gwangju World Cupstadion, Gwangju Toeschouwers: 28.598 Scheidsrechter: Mohamed Guezzaz (MAR) |
| 2 juni WK 2002 Groep B № 467 «onderlinge duels» | Raúl 44' Juan Carlos Valerón 74' Fernando Hierro 87' (pen.) |       | 45+2' Sebastjan Cimirotič | Gwangju World Cupstadion, Gwangju Toeschouwers: 28.598 Scheidsrechter: Mohamed Guezzaz (MAR) |

|                                                 |                                                                          |       |                         |                                                                                              |
| 7 juni WK 2002 Groep B № 468 «onderlinge duels» | Spanje                                                                   | 3 – 1 | Paraguay                | Jeonju World Cupstadion, Jeonju Toeschouwers: 24.000 Scheidsrechter: Gamal Al-Ghandour (EGY) |
| 7 juni WK 2002 Groep B № 468 «onderlinge duels» | Fernando Morientes 53' Fernando Morientes 69' Fernando Hierro 83' (pen.) |       | 10' (e.d.) Carles Puyol | Jeonju World Cupstadion, Jeonju Toeschouwers: 24.000 Scheidsrechter: Gamal Al-Ghandour (EGY) |

|                                                  |                                     |       |                                        |                                                                                        |
| 12 juni WK 2002 Groep B № 469 «onderlinge duels» | Zuid-Afrika                         | 2 – 3 | Spanje                                 | Daejeon World Cupstadion, Daejeon Toeschouwers: 31.024 Scheidsrechter: Saad Mane (KUW) |
| 12 juni WK 2002 Groep B № 469 «onderlinge duels» | Benni McCarthy 31' Lucas Radebe 53' |       | 4' Raúl 45+1' Gaizka Mendieta 56' Raúl | Daejeon World Cupstadion, Daejeon Toeschouwers: 31.024 Scheidsrechter: Saad Mane (KUW) |

|                                                         |                       |              |                         |                                                                                       |
| 16 juni WK 2002 Achtste finale № 470 «onderlinge duels» | Spanje                | 1 – 1 (n.v.) | Ierland                 | Suwon World Cupstadion, Suwon Toeschouwers: 38.926 Scheidsrechter: Anders Frisk (SWE) |
| 16 juni WK 2002 Achtste finale № 470 «onderlinge duels» | Fernando Morientes 8' |              | 90' (pen.) Robbie Keane | Suwon World Cupstadion, Suwon Toeschouwers: 38.926 Scheidsrechter: Anders Frisk (SWE) |

|                                                                           |       | strafschoppen                                                       |  |
| Fernando Hierro Rubén Baraja Juanfran Juan Carlos Valerón Gaizka Mendieta | 3 – 2 | Robbie Keane Matt Holland David Connolly Kevin Kilbane Steve Finnan |  |

|                                                      |        |              |            |                                                                                               |
| 22 juni WK 2002 Kwartfinale № 471 «onderlinge duels» | Spanje | 0 – 0 (n.v.) | Zuid-Korea | Gwangju World Cupstadion, Gwangju Toeschouwers: 42.114 Scheidsrechter: Gamal Al-Ghadour (EGY) |
| 22 juni WK 2002 Kwartfinale № 471 «onderlinge duels» |        |              |            | Gwangju World Cupstadion, Gwangju Toeschouwers: 42.114 Scheidsrechter: Gamal Al-Ghadour (EGY) |

|                                                   |       | strafschoppen                                                         |  |
| Fernando Hierro Rubén Baraja Xavi Joaquín Sánchez | 3 – 5 | Hwang Sun-Hong Park Ji-sung Seol Ki-Hyeon Ahn Jung-hwan Hong Myung-Bo |  |

|  |  |  |  |  |  |  |  |  |

|                                                        |                    |       |                 |                                                                                              |
| 21 augustus Vriendschappelijk № 472 «onderlinge duels» | Hongarije          | 1 – 1 | Spanje          | Puskás Ferenc Stadion, Boedapest Toeschouwers: 20.000 Scheidsrechter: Helmut Fleischer (GER) |
| 21 augustus Vriendschappelijk № 472 «onderlinge duels» | Miriuţă Vasile 72' |       | 54' Raúl Tamudo | Puskás Ferenc Stadion, Boedapest Toeschouwers: 20.000 Scheidsrechter: Helmut Fleischer (GER) |

|                                                                   |             |                                 |        |                                                                                             |
| 7 september Kwalificatie EK 2004 Groep F № 473 «onderlinge duels» | Griekenland | 0 – 2                           | Spanje | Apostolos Nikolaidis Stadion, Athene Toeschouwers: 15.000 Scheidsrechter: Markus Merk (GER) |
| 7 september Kwalificatie EK 2004 Groep F № 473 «onderlinge duels» |             | 8' Raúl 76' Juan Carlos Valerón |        | Apostolos Nikolaidis Stadion, Athene Toeschouwers: 15.000 Scheidsrechter: Markus Merk (GER) |

|                                                                  |                                                 |       |               |                                                                                           |
| 12 oktober Kwalificatie EK 2004 Groep F № 474 «onderlinge duels» | Spanje                                          | 3 – 0 | Noord-Ierland | Estadio Carlos Belmonte, Albacete Toeschouwers: 16.000 Scheidsrechter: Ľuboš Micheľ (SVK) |
| 12 oktober Kwalificatie EK 2004 Groep F № 474 «onderlinge duels» | Rubén Baraja 19' Iván Guti 59' Rubén Baraja 89' |       |               | Estadio Carlos Belmonte, Albacete Toeschouwers: 16.000 Scheidsrechter: Ľuboš Micheľ (SVK) |

|                                                       |                                                 |       |          |                                                                                             |
| 16 oktober Vriendschappelijk № 475 «onderlinge duels» | Spanje                                          | 0 – 0 | Paraguay | Estadio Las Gaunas, Logroño Toeschouwers: 15.000 Scheidsrechter: Olegário Benquerença (POR) |
| 16 oktober Vriendschappelijk № 475 «onderlinge duels» | Rubén Baraja 19' Iván Guti 59' Rubén Baraja 89' |       |          | Estadio Las Gaunas, Logroño Toeschouwers: 15.000 Scheidsrechter: Olegário Benquerença (POR) |

|                                                        |                       |       |           |                                                                                           |
| 20 november Vriendschappelijk № 476 «onderlinge duels» | Spanje                | 1 – 0 | Bulgarije | Estadio Nuevo Los Cármenes, Granada Toeschouwers: 16.000 Scheidsrechter: Bruno Coué (FRA) |
| 20 november Vriendschappelijk № 476 «onderlinge duels» | José María Romero 10' |       |           | Estadio Nuevo Los Cármenes, Granada Toeschouwers: 16.000 Scheidsrechter: Bruno Coué (FRA) |

### 2003
|                                                                  |                                        |       |                 |                                                                                   |
| 12 februari Vriendschappelijk № 477 «onderlinge duels» 21:30 uur | Spanje                                 | 3 – 1 | Duitsland       | Son Moix, Palma de Mallorca Toeschouwers: 20.000 Scheidsrechter: Mike Riley (ENG) |
| 12 februari Vriendschappelijk № 477 «onderlinge duels» 21:30 uur | Raúl 31' Raúl 76' (pen.) Iván Guti 83' |       | 38' Fredi Bobic | Son Moix, Palma de Mallorca Toeschouwers: 20.000 Scheidsrechter: Mike Riley (ENG) |

|                                                                |                                             |       |                                |                                                                             |
| 29 maart Kwalificatie EK 2004 Groep F № 478 «onderlinge duels» | Oekraïne                                    | 2 – 2 | Spanje                         | NSK Olimpiejsky, Kiev Toeschouwers: 83.000 Scheidsrechter: Mike Riley (ENG) |
| 29 maart Kwalificatie EK 2004 Groep F № 478 «onderlinge duels» | Andrij Voronin 11' Oleksandr Horshkov 90+2' |       | 83' Raúl 87' Joseba Etxeberria | NSK Olimpiejsky, Kiev Toeschouwers: 83.000 Scheidsrechter: Mike Riley (ENG) |

|                                                               |                                                           |       |         |                                                                                   |
| 1 april Kwalificatie EK 2004 Groep F № 479 «onderlinge duels» | Spanje                                                    | 3 – 0 | Armenië | Estadio Reino de León, León Toeschouwers: 13.500 Scheidsrechter: Alon Yefet (ISR) |
| 1 april Kwalificatie EK 2004 Groep F № 479 «onderlinge duels» | Diego Tristán 60' Iván Helguera 69' Joaquín Sánchez 90+2' |       |         | Estadio Reino de León, León Toeschouwers: 13.500 Scheidsrechter: Alon Yefet (ISR) |

|                                                     |                                                                                        |       |         |                                                                                                 |
| 30 april Vriendschappelijk № 480 «onderlinge duels» | Spanje                                                                                 | 4 – 0 | Ecuador | Estadio Vicente Calderón, Madrid Toeschouwers: 45.000 Scheidsrechter: Sergo Kvaratschelia (GEO) |
| 30 april Vriendschappelijk № 480 «onderlinge duels» | Xavi de Pedro 15' Fernando Morientes 21' Fernando Morientes 23' Fernando Morientes 64' |       |         | Estadio Vicente Calderón, Madrid Toeschouwers: 45.000 Scheidsrechter: Sergo Kvaratschelia (GEO) |

|                                                              |        |                            |             |                                                                             |
| 7 juni Kwalificatie EK 2004 Groep F № 481 «onderlinge duels» | Spanje | 0 – 1                      | Griekenland | La Romareda, Zaragoza Toeschouwers: 32.000 Scheidsrechter: Alain Sars (FRA) |
| 7 juni Kwalificatie EK 2004 Groep F № 481 «onderlinge duels» |        | 43' Stelios Giannakopoulos |             | La Romareda, Zaragoza Toeschouwers: 32.000 Scheidsrechter: Alain Sars (FRA) |

|                                                               |               |       |        |                                                                                  |
| 11 juni Kwalificatie EK 2004 Groep F № 482 «onderlinge duels» | Noord-Ierland | 0 – 0 | Spanje | Windsor Park, Belfast Toeschouwers: 11.365 Scheidsrechter: Claus Bo Larsen (DEN) |
| 11 juni Kwalificatie EK 2004 Groep F № 482 «onderlinge duels» |               |       |        | Windsor Park, Belfast Toeschouwers: 11.365 Scheidsrechter: Claus Bo Larsen (DEN) |

|                                                        |          |                                                     |        |                                                                                                  |
| 6 september Vriendschappelijk № 483 «onderlinge duels» | Portugal | 0 – 3                                               | Spanje | Estádio D. Afonso Henriques, Guimarães Toeschouwers: 21.176 Scheidsrechter: Salomir Mircea (ROU) |
| 6 september Vriendschappelijk № 483 «onderlinge duels» |          | 11' Joseba Etxeberria 64' Joaquín 77' Diego Tristán |        | Estádio D. Afonso Henriques, Guimarães Toeschouwers: 21.176 Scheidsrechter: Salomir Mircea (ROU) |

|                                                                    |                   |       |                        |                                                                                            |
| 10 september Kwalificatie EK 2004 Groep F № 484 «onderlinge duels» | Spanje            | 2 – 1 | Oekraïne               | Estadio Manuel Martínez Valero, Elx Toeschouwers: 36.000 Scheidsrechter: Terje Hauge (NOR) |
| 10 september Kwalificatie EK 2004 Groep F № 484 «onderlinge duels» | Raúl 59' Raúl 71' |       | 84' Andrij Sjevtsjenko | Estadio Manuel Martínez Valero, Elx Toeschouwers: 36.000 Scheidsrechter: Terje Hauge (NOR) |

|                                                                  |         |                                                                               |        |                                                                                                  |
| 11 oktober Kwalificatie EK 2004 Groep F № 485 «onderlinge duels» | Armenië | 0 – 4                                                                         | Spanje | Republican Vazgen Sargsyan Stadium, Jerevan Toeschouwers: 16.000 Scheidsrechter: Urs Meier (SUI) |
| 11 oktober Kwalificatie EK 2004 Groep F № 485 «onderlinge duels» |         | 7' Juan Carlos Valerón 76' Raúl 87' José Antonio Reyes 90' José Antonio Reyes |        | Republican Vazgen Sargsyan Stadium, Jerevan Toeschouwers: 16.000 Scheidsrechter: Urs Meier (SUI) |

|                                                                   |                                  |       |                     |                                                                                      |
| 15 november Kwalificatie EK 2004 Groep F № 486 «onderlinge duels» | Spanje                           | 2 – 1 | Noorwegen           | Estadio de Mestalla, Valencia Toeschouwers: 50.000 Scheidsrechter: Graham Poll (ENG) |
| 15 november Kwalificatie EK 2004 Groep F № 486 «onderlinge duels» | Raúl 21' Henning Berg 85' (e.d.) |       | 14' Steffen Iversen | Estadio de Mestalla, Valencia Toeschouwers: 50.000 Scheidsrechter: Graham Poll (ENG) |

|                                                                   |           |                                                      |        |                                                                                     |
| 19 november Kwalificatie EK 2004 Groep F № 487 «onderlinge duels» | Noorwegen | 0 – 3                                                | Spanje | Ullevaal Stadion, Oslo Toeschouwers: 25.106 Scheidsrechter: Pierluigi Collina (ITA) |
| 19 november Kwalificatie EK 2004 Groep F № 487 «onderlinge duels» |           | 34' Raúl 49' Vicente Rodríguez 57' Joseba Etxeberria |        | Ullevaal Stadion, Oslo Toeschouwers: 25.106 Scheidsrechter: Pierluigi Collina (ITA) |

### 2004
|                                                        |                                        |       |                     | |
| 18 februari Vriendschappelijk № 488 «onderlinge duels» | Spanje                                 | 2 – 1 | Peru                | Estadi Olímpic Lluís Companys, Barcelona Toeschouwers: 23.580 Scheidsrechter: Bertrand Layec (FRA) |
| 18 februari Vriendschappelijk № 488 «onderlinge duels» | Joseba Etxeberria 31' Rubén Baraja 33' |       | 21' Nolberto Solano | Estadi Olímpic Lluís Companys, Barcelona Toeschouwers: 23.580 Scheidsrechter: Bertrand Layec (FRA) |

|                                                     |                                 |       |            |                                                                                    |
| 31 maart Vriendschappelijk № 489 «onderlinge duels» | Spanje                          | 2 – 0 | Denemarken | El Molinón, Gijón Toeschouwers: 18.600 Scheidsrechter: António Almeida Costa (POR) |
| 31 maart Vriendschappelijk № 489 «onderlinge duels» | Fernando Morientes 22' Raúl 60' |       |            | El Molinón, Gijón Toeschouwers: 18.600 Scheidsrechter: António Almeida Costa (POR) |

|                                                     |                     |       |                     |                                                                                              |
| 28 april Vriendschappelijk № 490 «onderlinge duels» | Italië              | 1 – 1 | Spanje              | Stadio Comunale Luigi Ferraris, Genua Toeschouwers: 30.000 Scheidsrechter: Graham Poll (ENG) |
| 28 april Vriendschappelijk № 490 «onderlinge duels» | Christian Vieri 55' |       | 52' Fernando Torres | Stadio Comunale Luigi Ferraris, Genua Toeschouwers: 30.000 Scheidsrechter: Graham Poll (ENG) |

|                                                   |                                                                           |       |         |                                                                                            |
| 5 juni Vriendschappelijk № 491 «onderlinge duels» | Spanje                                                                    | 4 – 0 | Andorra | Coliseum Alfonso Pérez, Getafe Toeschouwers: 14.000 Scheidsrechter: Matteo Trefoloni (ITA) |
| 5 juni Vriendschappelijk № 491 «onderlinge duels» | Fernando Morientes 24' Rubén Baraja 45' César 64' Juan Carlos Valerón 89' |       |         | Coliseum Alfonso Pérez, Getafe Toeschouwers: 14.000 Scheidsrechter: Matteo Trefoloni (ITA) |

| EK voetbal 2004 |
| --------------- |

|                                                  |                         |       |        |                                                                            |
| 12 juni EK 2004 Groep A № 492 «onderlinge duels» | Rusland                 | 0 – 1 | Spanje | Estádio Algarve, Faro Toeschouwers: 30.305 Scheidsrechter: Urs Meier (SUI) |
| 12 juni EK 2004 Groep A № 492 «onderlinge duels» | 60' Juan Carlos Valerón |       |        | Estádio Algarve, Faro Toeschouwers: 30.305 Scheidsrechter: Urs Meier (SUI) |

|                                                  |                        |       |                        |                                                                                 |
| 16 juni EK 2004 Groep A № 493 «onderlinge duels» | Griekenland            | 1 – 1 | Spanje                 | Estádio do Bessa, Porto Toeschouwers: 25.444 Scheidsrechter: Ľuboš Micheľ (SVK) |
| 16 juni EK 2004 Groep A № 493 «onderlinge duels» | Angelos Charisteas 66' |       | 28' Fernando Morientes | Estádio do Bessa, Porto Toeschouwers: 25.444 Scheidsrechter: Ľuboš Micheľ (SVK) |

|                                                  |        |                |          |                                                                                 |
| 20 juni EK 2004 Groep A № 494 «onderlinge duels» | Spanje | 0 – 1          | Portugal | Estádio do Bessa, Porto Toeschouwers: 47.491 Scheidsrechter: Anders Frisk (SWE) |
| 20 juni EK 2004 Groep A № 494 «onderlinge duels» |        | 57' Nuno Gomes |          | Estádio do Bessa, Porto Toeschouwers: 47.491 Scheidsrechter: Anders Frisk (SWE) |

|  |  |  |  |  |  |  |  |  |

|                                                        |                                                        |       |                                          |                                                                                                   |
| 18 augustus Vriendschappelijk № 495 «onderlinge duels» | Spanje                                                 | 3 – 2 | Venezuela                                | Estadio de Gran Canaria, Las Palmas Toeschouwers: 31.000 Scheidsrechter: Pasquale Rodomonti (ITA) |
| 18 augustus Vriendschappelijk № 495 «onderlinge duels» | Fernando Morientes 41' Raúl Tamudo 57' Raúl Tamudo 67' |       | 45+1' Jorge Rojas 90+2' Rafael Castellín | Estadio de Gran Canaria, Las Palmas Toeschouwers: 31.000 Scheidsrechter: Pasquale Rodomonti (ITA) |

|                                                        |                 |       |                         |                                                                                              |
| 3 september Vriendschappelijk № 496 «onderlinge duels» | Spanje          | 3 – 2 | Schotland               | Estadio Ciudad de Valencia, Valencia Toeschouwers: 15.000 Scheidsrechter: Stéphane Bré (FRA) |
| 3 september Vriendschappelijk № 496 «onderlinge duels» | Raúl 56' (pen.) |       | 17' (e.d.) Rubén Baraja | Estadio Ciudad de Valencia, Valencia Toeschouwers: 15.000 Scheidsrechter: Stéphane Bré (FRA) |

|                                                        |                 |       |                       |                                                                                   |
| 8 september Vriendschappelijk № 497 «onderlinge duels» | Bosnië en Herz. | 1 – 1 | Spanje                | Bilino Polje, Zenica Toeschouwers: 15.000 Scheidsrechter: Massimo De Santis (ITA) |
| 8 september Vriendschappelijk № 497 «onderlinge duels» | Elvir Bolić 75' |       | 67' Vicente Rodríguez | Bilino Polje, Zenica Toeschouwers: 15.000 Scheidsrechter: Massimo De Santis (ITA) |

|                                                                 |                           |       |        |                                                                                               |
| 9 oktober Kwalificatie WK 2006 Groep G № 498 «onderlinge duels» | Spanje                    | 2 – 0 | België | Estadio El Sardinero, Santander Toeschouwers: 17.000 Scheidsrechter: Kim Milton Nielsen (DEN) |
| 9 oktober Kwalificatie WK 2006 Groep G № 498 «onderlinge duels» | Albert Luque 58' Raúl 81' |       |        | Estadio El Sardinero, Santander Toeschouwers: 17.000 Scheidsrechter: Kim Milton Nielsen (DEN) |

|                                                                  |          |       |        |                                                                                        |
| 13 oktober Kwalificatie WK 2006 Groep G № 499 «onderlinge duels» | Litouwen | 0 – 0 | Spanje | Estadio El Sardinero, Santander Toeschouwers: 17.000 Scheidsrechter: Éric Poulat (FRA) |
| 13 oktober Kwalificatie WK 2006 Groep G № 499 «onderlinge duels» |          |       |        | Estadio El Sardinero, Santander Toeschouwers: 17.000 Scheidsrechter: Éric Poulat (FRA) |

|                                                        |                    |       |          |                                                                                                 |
| 17 november Vriendschappelijk № 500 «onderlinge duels» | Spanje             | 1 – 0 | Engeland | Estadio Santiago Bernabéu, Madrid Toeschouwers: 48.000 Scheidsrechter: Giorgos Kasnaferis (GRE) |
| 17 november Vriendschappelijk № 500 «onderlinge duels» | Asier del Horno 9' |       |          | Estadio Santiago Bernabéu, Madrid Toeschouwers: 48.000 Scheidsrechter: Giorgos Kasnaferis (GRE) |

### 2005
|                                                                  |                                                                            |       |            | |
| 9 februari Kwalificatie WK 2006 Groep G № 501 «onderlinge duels» | Spanje                                                                     | 5 – 0 | San Marino | Estadio de los Juegos Mediterráneos, Almería Toeschouwers: 12.580 Scheidsrechter: Kenny Clark (SCO) |
| 9 februari Kwalificatie WK 2006 Groep G № 501 «onderlinge duels» | Joaquín 14' Fernando Torres 32' Raúl 42' Iván Guti 65' Asier del Horno 78' |       |            | Estadio de los Juegos Mediterráneos, Almería Toeschouwers: 12.580 Scheidsrechter: Kenny Clark (SCO) |

|                                                     |                                                          |       |       |                                                                                          |
| 26 maart Vriendschappelijk № 502 «onderlinge duels» | Spanje                                                   | 3 – 0 | China | Estadio Helmántico, Salamanca Toeschouwers: 17.000 Scheidsrechter: Lucílio Batista (POR) |
| 26 maart Vriendschappelijk № 502 «onderlinge duels» | Fernando Torres 2' (pen.) Xavi Hernández 31' Joaquín 52' |       |       | Estadio Helmántico, Salamanca Toeschouwers: 17.000 Scheidsrechter: Lucílio Batista (POR) |

|                                                                |                      |       |        |                                                                                       |
| 30 maart Kwalificatie WK 2006 Groep G № 503 «onderlinge duels» | Servië en Montenegro | 0 – 0 | Spanje | Rode Sterstadion, Belgrado Toeschouwers: 50.000 Scheidsrechter: Massimo Busacca (SUI) |
| 30 maart Kwalificatie WK 2006 Groep G № 503 «onderlinge duels» |                      |       |        | Rode Sterstadion, Belgrado Toeschouwers: 50.000 Scheidsrechter: Massimo Busacca (SUI) |

|                                                              |                  |       |          |                                                                                      |
| 4 juni Kwalificatie WK 2006 Groep G № 504 «onderlinge duels» | Spanje           | 1 – 0 | Litouwen | Estadio Mestalla, Valencia Toeschouwers: 30.000 Scheidsrechter: Stefano Farina (ITA) |
| 4 juni Kwalificatie WK 2006 Groep G № 504 «onderlinge duels» | Albert Luque 68' |       |          | Estadio Mestalla, Valencia Toeschouwers: 30.000 Scheidsrechter: Stefano Farina (ITA) |

|                                                              |                       |       |                        |                                                                                     |
| 8 juni Kwalificatie WK 2006 Groep G № 505 «onderlinge duels» | Spanje                | 1 – 1 | Bosnië en Her.         | Estadio Mestalla, Valencia Toeschouwers: 38.000 Scheidsrechter: Steve Bennett (ENG) |
| 8 juni Kwalificatie WK 2006 Groep G № 505 «onderlinge duels» | Carlos Marchena 90+6' |       | 38' Zvjezdan Misimović | Estadio Mestalla, Valencia Toeschouwers: 38.000 Scheidsrechter: Steve Bennett (ENG) |

|                                                        |                                                      |       |         |                                                                                   |
| 17 augustus Vriendschappelijk № 506 «onderlinge duels» | Spanje                                               | 2 – 0 | Uruguay | El Molinón, Gijón Toeschouwers: 23.348 Scheidsrechter: Olegário Benquerença (POR) |
| 17 augustus Vriendschappelijk № 506 «onderlinge duels» | Pablo García 25' (e.d.) Vicente Rodríguez 38' (pen.) |       |         | El Molinón, Gijón Toeschouwers: 23.348 Scheidsrechter: Olegário Benquerença (POR) |

|                                                        |                                       |       |                   |                                                                                           |
| 3 september Vriendschappelijk № 507 «onderlinge duels» | Spanje                                | 2 – 1 | Canada            | Estadio El Sardinero, Santander Toeschouwers: 11.978 Scheidsrechter: Claude Colombo (FRA) |
| 3 september Vriendschappelijk № 507 «onderlinge duels» | Raúl Tamudo 7' Fernando Morientes 69' |       | 73' Sandro Grande | Estadio El Sardinero, Santander Toeschouwers: 11.978 Scheidsrechter: Claude Colombo (FRA) |

|                                                                   |          |       |                      |                                                                                         |
| 7 september Kwalificatie WK 2006 Groep G № 508 «onderlinge duels» | Spanje   | 1 – 1 | Servië en Montenegro | Estadio Vicente Calderón, Madrid Toeschouwers: 51.491 Scheidsrechter: Graham Poll (ENG) |
| 7 september Kwalificatie WK 2006 Groep G № 508 «onderlinge duels» | Raúl 18' |       | 68' Mateja Kežman    | Estadio Vicente Calderón, Madrid Toeschouwers: 51.491 Scheidsrechter: Graham Poll (ENG) |

|                                                                 |        |                                         |        |                                                                                          |
| 8 oktober Kwalificatie WK 2006 Groep G № 509 «onderlinge duels» | België | 0 – 2                                   | Spanje | Koning Boudewijnstadion, Brussel Toeschouwers: 40.300 Scheidsrechter: Ľuboš Micheľ (SVK) |
| 8 oktober Kwalificatie WK 2006 Groep G № 509 «onderlinge duels» |        | 56' Fernando Torres 59' Fernando Torres |        | Koning Boudewijnstadion, Brussel Toeschouwers: 40.300 Scheidsrechter: Ľuboš Micheľ (SVK) |

|                                                                  |            | |        |                                                                                     |
| 12 oktober Kwalificatie WK 2006 Groep G № 510 «onderlinge duels» | San Marino | 0 – 6 | Spanje | Stadio Olimpico, Serravalle Toeschouwers: 3.426 Scheidsrechter: Florian Meyer (GER) |
| 12 oktober Kwalificatie WK 2006 Groep G № 510 «onderlinge duels» |            | 1' Antonio López 10' Fernando Torres 30' Sergio Ramos 47' Sergio Ramos 77' (pen.) Fernando Torres 88' Fernando Torres |        | Stadio Olimpico, Serravalle Toeschouwers: 3.426 Scheidsrechter: Florian Meyer (GER) |

|                                                                   |                                                                                                   |       |                    |                                                                                               |
| 12 november Kwalificatie WK 2006 Groep G № 511 «onderlinge duels» | Spanje                                                                                            | 5 – 1 | Slowakije          | Estadio Vicente Calderón, Madrid Toeschouwers: 47.210 Scheidsrechter: Massimo De Santis (ITA) |
| 12 november Kwalificatie WK 2006 Groep G № 511 «onderlinge duels» | Luis García 10' Luis García 18' Fernando Torres 65' (pen.) Luis García 74' Fernando Morientes 79' |       | 49' Szilárd Németh | Estadio Vicente Calderón, Madrid Toeschouwers: 47.210 Scheidsrechter: Massimo De Santis (ITA) |

|                                                                   |                   |       |                 |                                                                                 |
| 16 november Kwalificatie WK 2006 Groep G № 512 «onderlinge duels» | Slowakije         | 1 – 1 | Spanje          | Tehelné pole, Bratislava Toeschouwers: 23.587 Scheidsrechter: Markus Merk (GER) |
| 16 november Kwalificatie WK 2006 Groep G № 512 «onderlinge duels» | Filip Hološko 50' |       | 71' David Villa | Tehelné pole, Bratislava Toeschouwers: 23.587 Scheidsrechter: Markus Merk (GER) |

### 2006
|                                                    |                                                           |       |                                            |                                                                                               |
| 1 maart Vriendschappelijk № 513 «onderlinge duels» | Spanje                                                    | 3 – 2 | Ivoorkust                                  | Nuevo José Zorrilla, Valladolid Toeschouwers: 22.249 Scheidsrechter: Pasquale Rodomonti (ITA) |
| 1 maart Vriendschappelijk № 513 «onderlinge duels» | David Villa 23' José Antonio Reyes 72' Juan Gutiérrez 85' |       | 13' Abdelkader Keita 46' Bonaventure Kalou | Nuevo José Zorrilla, Valladolid Toeschouwers: 22.249 Scheidsrechter: Pasquale Rodomonti (ITA) |

|                                                   |        |       |         | |
| 27 mei Vriendschappelijk № 514 «onderlinge duels» | Spanje | 0 – 0 | Rusland | Estadio Carlos Belmonte, Albacete Toeschouwers: 18.000 Scheidsrechter: João Francisco Lopes Ferreira (POR) |
| 27 mei Vriendschappelijk № 514 «onderlinge duels» |        |       |         | Estadio Carlos Belmonte, Albacete Toeschouwers: 18.000 Scheidsrechter: João Francisco Lopes Ferreira (POR) |

|                                                   |                                 |       |        |                                                                                               |
| 3 juni Vriendschappelijk № 515 «onderlinge duels» | Spanje                          | 2 – 0 | Egypte | Estadio Manuel Martínez Valero, Elx Toeschouwers: 31.000 Scheidsrechter: Stefano Farina (ITA) |
| 3 juni Vriendschappelijk № 515 «onderlinge duels» | Raúl 14' José Antonio Reyes 57' |       |        | Estadio Manuel Martínez Valero, Elx Toeschouwers: 31.000 Scheidsrechter: Stefano Farina (ITA) |

|                                                   |                         |       |                                        |                                                                                   |
| 7 juni Vriendschappelijk № 516 «onderlinge duels» | Kroatië                 | 1 – 2 | Spanje                                 | Stade de Genève, Lancy Toeschouwers: 15.000 Scheidsrechter: Stéphane Lannoy (FRA) |
| 7 juni Vriendschappelijk № 516 «onderlinge duels» | Pablo Ibáñez 14' (e.g.) |       | 62' Mariano Pernía 90' Fernando Torres | Stade de Genève, Lancy Toeschouwers: 15.000 Scheidsrechter: Stéphane Lannoy (FRA) |

| WK voetbal 2006 |
| --------------- |

|                                                  |                                                                            |       |          |                                                                                   |
| 14 juni WK 2006 Groep H № 517 «onderlinge duels» | Spanje                                                                     | 4 – 0 | Oekraïne | Stade de Genève, Lancy Toeschouwers: 43.000 Scheidsrechter: Massimo Busacca (SUI) |
| 14 juni WK 2006 Groep H № 517 «onderlinge duels» | Xabi Alonso 13' David Villa 17' (pen.) David Villa 48' Fernando Torres 81' |       |          | Stade de Genève, Lancy Toeschouwers: 43.000 Scheidsrechter: Massimo Busacca (SUI) |

|                                                  |                  |       |                                                         |                                                                                             |
| 19 juni WK 2006 Groep H № 518 «onderlinge duels» | Tunesië          | 1 – 3 | Spanje                                                  | Gottlieb Daimler Stadion, Stuttgart Toeschouwers: 54.267 Scheidsrechter: Carlos Simon (BRA) |
| 19 juni WK 2006 Groep H № 518 «onderlinge duels» | Jaouhar Mnari 8' |       | 72' Raúl 76' Fernando Torres 90' (pen.) Fernando Torres | Gottlieb Daimler Stadion, Stuttgart Toeschouwers: 54.267 Scheidsrechter: Carlos Simon (BRA) |

|                                                  |               |                    |        |                                                                                              |
| 23 juni WK 2006 Groep H № 519 «onderlinge duels» | Saoedi-Arabië | 0 – 1              | Spanje | Fritz Walter Stadion, Kaiserslautern Toeschouwers: 46.000 Scheidsrechter: Coffi Codjia (BEN) |
| 23 juni WK 2006 Groep H № 519 «onderlinge duels» |               | 36' Juan Gutiérrez |        | Fritz Walter Stadion, Kaiserslautern Toeschouwers: 46.000 Scheidsrechter: Coffi Codjia (BEN) |

|                                                         |                                                            |       |                        |                                                                                |
| 27 juni WK 2006 Achtste finale № 520 «onderlinge duels» | Frankrijk                                                  | 3 – 1 | Spanje                 | AWD Arena, Hannover Toeschouwers: 43.000 Scheidsrechter: Roberto Rosetti (ITA) |
| 27 juni WK 2006 Achtste finale № 520 «onderlinge duels» | Franck Ribéry 41' Patrick Vieira 83' Zinédine Zidane 90+2' |       | 28' (pen.) David Villa | AWD Arena, Hannover Toeschouwers: 43.000 Scheidsrechter: Roberto Rosetti (ITA) |

|  |  |  |  |  |  |  |  |  |

|                                                        |         |       |        |                                                                                   |
| 15 augustus Vriendschappelijk № 521 «onderlinge duels» | IJsland | 0 – 0 | Spanje | Laugardalsvöllur, Reykjavik Toeschouwers: 12.327 Scheidsrechter: Ian Stokes (IRL) |
| 15 augustus Vriendschappelijk № 521 «onderlinge duels» |         |       |        | Laugardalsvöllur, Reykjavik Toeschouwers: 12.327 Scheidsrechter: Ian Stokes (IRL) |

|                                                           |                                                                     |       |               |                                                                                          |
| 2 september Kwalificatie EK 2008 № 522 «onderlinge duels» | Spanje                                                              | 4 – 0 | Liechtenstein | Estadio Nuevo Vivero, Badajoz Toeschouwers: 12.400 Scheidsrechter: Emil Božinovski (MKD) |
| 2 september Kwalificatie EK 2008 № 522 «onderlinge duels» | Fernando Torres 20' David Villa 45' David Villa 62' Luis García 66' |       |               | Estadio Nuevo Vivero, Badajoz Toeschouwers: 12.400 Scheidsrechter: Emil Božinovski (MKD) |

|                                                           |                                                 |       |                                    |                                                                                     |
| 6 september Kwalificatie EK 2008 № 523 «onderlinge duels» | Noord-Ierland                                   | 3 – 2 | Spanje                             | Windsor Park, Belfast Toeschouwers: 14.500 Scheidsrechter: Frank De Bleeckere (BEL) |
| 6 september Kwalificatie EK 2008 № 523 «onderlinge duels» | David Healy 20' David Healy 64' David Healy 80' |       | 14' Xavi Hernández 52' David Villa | Windsor Park, Belfast Toeschouwers: 14.500 Scheidsrechter: Frank De Bleeckere (BEL) |

|                                                         |                                       |       |        |                                                                                  |
| 7 oktober Kwalificatie EK 2008 № 524 «onderlinge duels» | Zweden                                | 2 – 0 | Spanje | Råsundastadion, Solna Toeschouwers: 33.059 Scheidsrechter: Stephen Bennett (ENG) |
| 7 oktober Kwalificatie EK 2008 № 524 «onderlinge duels» | Johan Elmander 10' Marcus Allbäck 82' |       |        | Råsundastadion, Solna Toeschouwers: 33.059 Scheidsrechter: Stephen Bennett (ENG) |

|                                                       |                                           |       |                  |                                                                                            |
| 11 oktober Vriendschappelijk № 525 «onderlinge duels» | Spanje                                    | 2 – 1 | Argentinië       | Estadio Nueva Condomina, Murcia Toeschouwers: 32.500 Scheidsrechter: Laurent Duhamel (FRA) |
| 11 oktober Vriendschappelijk № 525 «onderlinge duels» | Xavi Hernández 34' David Villa 64' (pen.) |       | 35' Daniel Bilos | Estadio Nueva Condomina, Murcia Toeschouwers: 32.500 Scheidsrechter: Laurent Duhamel (FRA) |

|                                                        |        |                    |          |                                                                                              |
| 15 november Vriendschappelijk № 526 «onderlinge duels» | Spanje | 0 – 1              | Roemenië | Estadio Ramón de Carranza, Cádiz Toeschouwers: 16.000 Scheidsrechter: Domenico Messina (ITA) |
| 15 november Vriendschappelijk № 526 «onderlinge duels» |        | 59' Ciprian Marica |          | Estadio Ramón de Carranza, Cádiz Toeschouwers: 16.000 Scheidsrechter: Domenico Messina (ITA) |

### 2007
|                                                       |          |                    |        |                                                                                    |
| 7 februari Vriendschappelijk № 527 «onderlinge duels» | Engeland | 0 – 1              | Spanje | Old Trafford, Manchester Toeschouwers: 58.247 Scheidsrechter: Michael Weiner (GER) |
| 7 februari Vriendschappelijk № 527 «onderlinge duels» |          | 62' Andrés Iniesta |        | Old Trafford, Manchester Toeschouwers: 58.247 Scheidsrechter: Michael Weiner (GER) |

|                                                                |                                        |       |                       |                                                                                              |
| 24 maart Kwalificatie EK 2008 Groep F № 528 «onderlinge duels» | Spanje                                 | 2 – 1 | Denemarken            | Estadio Santiago Bernabéu, Madrid Toeschouwers: 75.000 Scheidsrechter: Massimo Busacca (SUI) |
| 24 maart Kwalificatie EK 2008 Groep F № 528 «onderlinge duels» | Fernando Morientes 34' David Villa 45' |       | 49' Michael Gravgaard | Estadio Santiago Bernabéu, Madrid Toeschouwers: 75.000 Scheidsrechter: Massimo Busacca (SUI) |

|                                                                |                    |       |         |                                                                                                |
| 28 maart Kwalificatie EK 2008 Groep F № 529 «onderlinge duels» | Spanje             | 1 – 0 | IJsland | Iberostar Estadi, Palma de Mallorca Toeschouwers: 17.000 Scheidsrechter: Laurent Duhamel (FRA) |
| 28 maart Kwalificatie EK 2008 Groep F № 529 «onderlinge duels» | Andrés Iniesta 81' |       |         | Iberostar Estadi, Palma de Mallorca Toeschouwers: 17.000 Scheidsrechter: Laurent Duhamel (FRA) |

|                                                              |         |                                                  |        |                                                                              |
| 2 juni Kwalificatie EK 2008 Groep F № 530 «onderlinge duels» | Letland | 0 – 2                                            | Spanje | Skonto Stadion, Riga Toeschouwers: 8.000 Scheidsrechter: Craig Thomson (SCO) |
| 2 juni Kwalificatie EK 2008 Groep F № 530 «onderlinge duels» |         | 45' (e.g) Artūrs Zakreševskis 60' Andrés Iniesta |        | Skonto Stadion, Riga Toeschouwers: 8.000 Scheidsrechter: Craig Thomson (SCO) |

|                                                              |               |                                |        |                                                                                  |
| 6 juni Kwalificatie EK 2008 Groep F № 531 «onderlinge duels» | Liechtenstein | 0 – 2                          | Spanje | Rheinparkstadion, Vaduz Toeschouwers: 5.739 Scheidsrechter: Nikolay Ivanov (RUS) |
| 6 juni Kwalificatie EK 2008 Groep F № 531 «onderlinge duels» |               | 8' David Villa 14' David Villa |        | Rheinparkstadion, Vaduz Toeschouwers: 5.739 Scheidsrechter: Nikolay Ivanov (RUS) |

|                                                        |                                        |       |                                                       |                                                                                        |
| 22 augustus Vriendschappelijk № 532 «onderlinge duels» | Griekenland                            | 2 – 3 | Spanje                                                | Toumbastadion, Thessaloniki Toeschouwers: 13.000 Scheidsrechter: Stéphane Lannoy (FRA) |
| 22 augustus Vriendschappelijk № 532 «onderlinge duels» | Fanis Gekas 19' Kostas Katsouranis 44' |       | 37' Carlos Marchena 66' David Silva 90+2' David Silva | Toumbastadion, Thessaloniki Toeschouwers: 13.000 Scheidsrechter: Stéphane Lannoy (FRA) |

|                                                                   |                       |       |                    |                                                                                      |
| 8 september Kwalificatie EK 2008 Groep F № 533 «onderlinge duels» | IJsland               | 1 – 1 | Spanje             | Laugardalsvöllur, Reykjavik Toeschouwers: 9.483 Scheidsrechter: Wolfgang Stark (GER) |
| 8 september Kwalificatie EK 2008 Groep F № 533 «onderlinge duels» | Emil Hallfreðsson 40' |       | 86' Andrés Iniesta | Laugardalsvöllur, Reykjavik Toeschouwers: 9.483 Scheidsrechter: Wolfgang Stark (GER) |

|                                                                    |                                        |       |         |                                                                                       |
| 12 september Kwalificatie EK 2008 Groep F № 534 «onderlinge duels» | Spanje                                 | 2 – 0 | Letland | Estadio Carlos Tartiere, Oviedo Toeschouwers: 22.560 Scheidsrechter: Alon Yefet (ISR) |
| 12 september Kwalificatie EK 2008 Groep F № 534 «onderlinge duels» | Xavi Hernández 13' Fernando Torres 85' |       |         | Estadio Carlos Tartiere, Oviedo Toeschouwers: 22.560 Scheidsrechter: Alon Yefet (ISR) |

|                                                                  |                       |       |                                                   |                                                                           |
| 13 oktober Kwalificatie EK 2008 Groep F № 535 «onderlinge duels» | Denemarken            | 1 – 3 | Spanje                                            | NRGi Park, Aarhus Toeschouwers: 19.849 Scheidsrechter: Ľuboš Micheľ (SVK) |
| 13 oktober Kwalificatie EK 2008 Groep F № 535 «onderlinge duels» | Jon Dahl Tomasson 88' |       | 14' Raúl Tamudo 40' Sergio Ramos 89' Albert Riera | NRGi Park, Aarhus Toeschouwers: 19.849 Scheidsrechter: Ľuboš Micheľ (SVK) |

|                                                       |         |       |        |                                                                                  |
| 17 oktober Vriendschappelijk № 536 «onderlinge duels» | Finland | 0 – 0 | Spanje | Olympiastadion, Helsinki Toeschouwers: 11.751 Scheidsrechter: Stéphane Bré (FRA) |
| 17 oktober Vriendschappelijk № 536 «onderlinge duels» |         |       |        | Olympiastadion, Helsinki Toeschouwers: 11.751 Scheidsrechter: Stéphane Bré (FRA) |

|                                                                   |                                                        |       |        |                                                                                               |
| 17 november Kwalificatie EK 2008 Groep F № 537 «onderlinge duels» | Spanje                                                 | 3 – 0 | Zweden | Estadio Santiago Bernabéu, Madrid Toeschouwers: 67.055 Scheidsrechter: Roberto Rosettiľ (ITA) |
| 17 november Kwalificatie EK 2008 Groep F № 537 «onderlinge duels» | Joan Capdevila 14' Andrés Iniesta 30' Sergio Ramos 64' |       |        | Estadio Santiago Bernabéu, Madrid Toeschouwers: 67.055 Scheidsrechter: Roberto Rosettiľ (ITA) |

|                                                                   |                    |       |               |                                                                                               |
| 21 november Kwalificatie EK 2008 Groep F № 538 «onderlinge duels» | Spanje             | 1 – 0 | Noord-Ierland | Estadio de Gran Canaria, Las Palmas Toeschouwers: 31.250 Scheidsrechter: Herbert Fandel (GER) |
| 21 november Kwalificatie EK 2008 Groep F № 538 «onderlinge duels» | Xavi Hernández 52' |       |               | Estadio de Gran Canaria, Las Palmas Toeschouwers: 31.250 Scheidsrechter: Herbert Fandel (GER) |

### 2008
|                                                       |                    |       |           |                                                                                    |
| 6 februari Vriendschappelijk № 539 «onderlinge duels» | Spanje             | 1 – 0 | Frankrijk | Estadio La Rosaleda, Málaga Toeschouwers: 29.000 Scheidsrechter: Tony Asumaa (FIN) |
| 6 februari Vriendschappelijk № 539 «onderlinge duels» | Joan Capdevila 80' |       |           | Estadio La Rosaleda, Málaga Toeschouwers: 29.000 Scheidsrechter: Tony Asumaa (FIN) |

|                                                     |                 |       |        |                                                                                                 |
| 26 maart Vriendschappelijk № 540 «onderlinge duels» | Spanje          | 1 – 0 | Italië | Estadio Manuel Martínez Valero, Elche Toeschouwers: 36.000 Scheidsrechter: Fritz Stuchlik (AUT) |
| 26 maart Vriendschappelijk № 540 «onderlinge duels» | David Villa 77' |       |        | Estadio Manuel Martínez Valero, Elche Toeschouwers: 36.000 Scheidsrechter: Fritz Stuchlik (AUT) |

|                                                   |                                      |       |                         |                                                                                                |
| 31 mei Vriendschappelijk № 541 «onderlinge duels» | Spanje                               | 2 – 1 | Peru                    | Estadio Nuevo Colombino, Huelva Toeschouwers: 17.500 Scheidsrechter: Dimitar Meckarovski (MKD) |
| 31 mei Vriendschappelijk № 541 «onderlinge duels» | David Villa 38' Joan Capdevila 90+2' |       | 74' Jose Paolo Guerrero | Estadio Nuevo Colombino, Huelva Toeschouwers: 17.500 Scheidsrechter: Dimitar Meckarovski (MKD) |

|                                                   |                    |       |                  |                                                                                         |
| 4 juni Vriendschappelijk № 542 «onderlinge duels» | Spanje             | 1 – 0 | Verenigde Staten | Estadio El Sardinero, Santander Toeschouwers: 14.232 Scheidsrechter: Sokol Jareci (ALB) |
| 4 juni Vriendschappelijk № 542 «onderlinge duels» | Xavi Hernández 79' |       |                  | Estadio El Sardinero, Santander Toeschouwers: 14.232 Scheidsrechter: Sokol Jareci (ALB) |

| EK voetbal 2008 |
| --------------- |

|                                                  |                                                                         |       |                          |                                                                                |
| 10 juni EK 2008 Groep D № 543 «onderlinge duels» | Spanje                                                                  | 4 – 1 | Rusland                  | Tivoli Neu, Innsbruck Toeschouwers: 30.772 Scheidsrechter: Konrad Plautz (AUT) |
| 10 juni EK 2008 Groep D № 543 «onderlinge duels» | David Villa 20' David Villa 44' David Villa 75' Francesc Fàbregas 90+1' |       | 86' Roman Pavljoetsjenko | Tivoli Neu, Innsbruck Toeschouwers: 30.772 Scheidsrechter: Konrad Plautz (AUT) |

|                                                  |                        |       |                                       |                                                                              |
| 14 juni EK 2008 Groep D № 544 «onderlinge duels» | Zweden                 | 2 – 1 | Spanje                                | Tivoli Neu, Innsbruck Toeschouwers: 30.772 Scheidsrechter: Pieter Vink (NED) |
| 14 juni EK 2008 Groep D № 544 «onderlinge duels» | Zlatan Ibrahimović 34' |       | 15' Fernando Torres 90+2' David Villa | Tivoli Neu, Innsbruck Toeschouwers: 30.772 Scheidsrechter: Pieter Vink (NED) |

|                                                  |                        |       |                                      |                                                                                  |
| 18 juni EK 2008 Groep D № 545 «onderlinge duels» | Griekenland            | 1 – 2 | Spanje                               | Wals-Siezenheim, Salzburg Toeschouwers: 30.883 Scheidsrechter: Howard Webb (ENG) |
| 18 juni EK 2008 Groep D № 545 «onderlinge duels» | Angelos Charisteas 42' |       | 61' Rubén De la Red 88' Daniel Güiza | Wals-Siezenheim, Salzburg Toeschouwers: 30.883 Scheidsrechter: Howard Webb (ENG) |

|                                                      |                                                                  |                    |                                                                          |                                                                                       |
| 22 juni EK 2008 Kwartfinale № 546 «onderlinge duels» | Italië                                                           | 0 – 0 (0 – 0 n.v.) | Spanje                                                                   | Ernst Happel Stadion, Wenen Toeschouwers: 48.000 Scheidsrechter: Herbert Fandel (GER) |
| 22 juni EK 2008 Kwartfinale № 546 «onderlinge duels» |                                                                  |                    |                                                                          | Ernst Happel Stadion, Wenen Toeschouwers: 48.000 Scheidsrechter: Herbert Fandel (GER) |
| 22 juni EK 2008 Kwartfinale № 546 «onderlinge duels» | Strafschoppen                                                    |                    |                                                                          | Ernst Happel Stadion, Wenen Toeschouwers: 48.000 Scheidsrechter: Herbert Fandel (GER) |
| 22 juni EK 2008 Kwartfinale № 546 «onderlinge duels» | Fabio Grosso Daniele De Rossi Mauro Camoranesi Antonio Di Natale | 2 – 4              | David Villa Santiago Cazorla Marcos Senna Daniel Güiza Francesc Fàbregas | Ernst Happel Stadion, Wenen Toeschouwers: 48.000 Scheidsrechter: Herbert Fandel (GER) |

|                                                       |         |                                                     |        |                                                                                           |
| 26 juni EK 2008 Halve finale № 547 «onderlinge duels» | Rusland | 0 – 3                                               | Spanje | Ernst Happel Stadion, Wenen Toeschouwers: 51.428 Scheidsrechter: Frank De Bleeckere (BEL) |
| 26 juni EK 2008 Halve finale № 547 «onderlinge duels» |         | 50' Xavi Hernández 73' Daniel Güiza 82' David Silva |        | Ernst Happel Stadion, Wenen Toeschouwers: 51.428 Scheidsrechter: Frank De Bleeckere (BEL) |

|                                                 |           |                     |        |                                                                                        |
| 29 juni EK 2008 Finale № 548 «onderlinge duels» | Duitsland | 0 – 1               | Spanje | Ernst Happel Stadion, Wenen Toeschouwers: 51.428 Scheidsrechter: Roberto Rosetti (ITA) |
| 29 juni EK 2008 Finale № 548 «onderlinge duels» |           | 33' Fernando Torres |        | Ernst Happel Stadion, Wenen Toeschouwers: 51.428 Scheidsrechter: Roberto Rosetti (ITA) |

|  |  |  |  |  |  |  |  |  |

|                                                        |            |                                                    |        |                                                                              |
| 20 augustus Vriendschappelijk № 549 «onderlinge duels» | Denemarken | 0 – 3                                              | Spanje | Parken, Kopenhagen Toeschouwers: 26.155 Scheidsrechter: Martin Hansson (SWE) |
| 20 augustus Vriendschappelijk № 549 «onderlinge duels» |            | 49' Xabi Alonso 73' Xavi Hernández 90' Xabi Alonso |        | Parken, Kopenhagen Toeschouwers: 26.155 Scheidsrechter: Martin Hansson (SWE) |

|                                                                   |                 |       |                |                                                                                          |
| 6 september Kwalificatie WK 2010 Groep 5 № 550 «onderlinge duels» | Spanje          | 1 – 0 | Bosnië en Her. | Estadio Nueva Condomina, Murcia Toeschouwers: 33.000 Scheidsrechter: Craig Thomson (SCO) |
| 6 september Kwalificatie WK 2010 Groep 5 № 550 «onderlinge duels» | David Villa 57' |       |                | Estadio Nueva Condomina, Murcia Toeschouwers: 33.000 Scheidsrechter: Craig Thomson (SCO) |

|                                                                    |                                                                    |       |         |                                                                                          |
| 10 september Kwalificatie WK 2010 Groep 5 № 551 «onderlinge duels» | Spanje                                                             | 4 – 0 | Armenië | Estadio Carlos Belmonte, Albacete Toeschouwers: 16.996 Scheidsrechter: Tony Asumaa (FIN) |
| 10 september Kwalificatie WK 2010 Groep 5 № 551 «onderlinge duels» | Joan Capdevila 6' David Villa 15' David Villa 78' Marcos Senna 82' |       |         | Estadio Carlos Belmonte, Albacete Toeschouwers: 16.996 Scheidsrechter: Tony Asumaa (FIN) |

|                                                                  |         |                                                            |        |                                                                                   |
| 11 oktober Kwalificatie WK 2010 Groep 5 № 552 «onderlinge duels» | Estland | 0 – 3                                                      | Spanje | A. Le Coq Arena, Tallinn Toeschouwers: 9.200 Scheidsrechter: Jonas Eriksson (SWE) |
| 11 oktober Kwalificatie WK 2010 Groep 5 № 552 «onderlinge duels» |         | 34' Juan Gutiérrez 37' (pen.) David Villa 70' Carles Puyol |        | A. Le Coq Arena, Tallinn Toeschouwers: 9.200 Scheidsrechter: Jonas Eriksson (SWE) |

|                                                                  |                 |       |                                    |                                                                                        |
| 16 oktober Kwalificatie WK 2010 Groep 5 № 553 «onderlinge duels» | België          | 1 – 2 | Spanje                             | Koning Boudewijnstadion, Brussel Toeschouwers: 45.888 Scheidsrechter: Tom Ovrebo (NOR) |
| 16 oktober Kwalificatie WK 2010 Groep 5 № 553 «onderlinge duels» | Wesley Sonck 7' |       | 31' Andrés Iniesta 89' David Villa | Koning Boudewijnstadion, Brussel Toeschouwers: 45.888 Scheidsrechter: Tom Ovrebo (NOR) |

|                                                                |                                                              |       |       |                                                                                               |
| 19 november Vriendschappelijk Groep 5 № 554 «onderlinge duels» | Spanje                                                       | 3 – 0 | Chili | Estadio El Madrigal, Villareal Toeschouwers: 15.000 Scheidsrechter: Giorgi Vadatsjkoria (GEO) |
| 19 november Vriendschappelijk Groep 5 № 554 «onderlinge duels» | David Villa 36' (pen.) Fernando Torres 66' Santi Cazorla 85' |       |       | Estadio El Madrigal, Villareal Toeschouwers: 15.000 Scheidsrechter: Giorgi Vadatsjkoria (GEO) |

### 2009
|                                                        |                                       |       |          |                                                                                                   |
| 11 februari Vriendschappelijk № 555 «onderlinge duels» | Spanje                                | 2 – 0 | Engeland | Estadio Ramón Sánchez Pizjuán, Sevilla Toeschouwers: 42.102 Scheidsrechter: Stéphane Lannoy (FRA) |
| 11 februari Vriendschappelijk № 555 «onderlinge duels» | David Villa 36' Fernando Llorente 82' |       |          | Estadio Ramón Sánchez Pizjuán, Sevilla Toeschouwers: 42.102 Scheidsrechter: Stéphane Lannoy (FRA) |

|                                                                |                  |       |         |                                                                                              |
| 28 maart Kwalificatie WK 2010 Groep 5 № 556 «onderlinge duels» | Spanje           | 1 – 0 | Turkije | Estadio Santiago Bernabéu, Madrid Toeschouwers: 80.000 Scheidsrechter: Massimo Busacca (SUI) |
| 28 maart Kwalificatie WK 2010 Groep 5 № 556 «onderlinge duels» | Gerard Piqué 59' |       |         | Estadio Santiago Bernabéu, Madrid Toeschouwers: 80.000 Scheidsrechter: Massimo Busacca (SUI) |

|                                                               |                   |       |                                    |                                                                                      |
| 1 april Kwalificatie WK 2010 Groep 5 № 557 «onderlinge duels» | Turkije           | 1 – 2 | Spanje                             | Ali Sami Yenstadion, Istanboel Toeschouwers: 25.000 Scheidsrechter: Mike Riley (ENG) |
| 1 april Kwalificatie WK 2010 Groep 5 № 557 «onderlinge duels» | Semih Şentürk 26' |       | 63' Xabi Alonso 90+2' Albert Riera | Ali Sami Yenstadion, Istanboel Toeschouwers: 25.000 Scheidsrechter: Mike Riley (ENG) |

|                                                   |              | |        |                                                                                          |
| 9 juni Vriendschappelijk № 558 «onderlinge duels» | Azerbeidzjan | 0 – 6 | Spanje | Tofikh Bakhramovstadion, Bakoe Toeschouwers: 29.000 Scheidsrechter: Ihor Ishchenko (UKR) |
| 9 juni Vriendschappelijk № 558 «onderlinge duels» |              | 34' David Villa 38' David Villa 45' (pen.) David Villa 67' Albert Riera 70' Daniel Güiza 87' Fernando Torres |        | Tofikh Bakhramovstadion, Bakoe Toeschouwers: 29.000 Scheidsrechter: Ihor Ishchenko (UKR) |

| FIFA Confederations Cup 2009 |
| ---------------------------- |

|                                                             |               |                                                                                              |        |                                                                                           |
| 14 juni Confederations Cup Groep A № 559 «onderlinge duels» | Nieuw-Zeeland | 0 – 5                                                                                        | Spanje | Royal Bafokengstadion, Rustenburg Toeschouwers: 21.649 Scheidsrechter: Coffi Codjia (BEN) |
| 14 juni Confederations Cup Groep A № 559 «onderlinge duels» |               | 6' Fernando Torres 14' Fernando Torres 17' Fernando Torres 24' Cesc Fàbregas 48' David Villa |        | Royal Bafokengstadion, Rustenburg Toeschouwers: 21.649 Scheidsrechter: Coffi Codjia (BEN) |

|                                                             |      |                 |        |                                                                                         |
| 17 juni Confederations Cup Groep A № 560 «onderlinge duels» | Irak | 0 – 1           | Spanje | Vrystaatstadion, Bloemfontein Toeschouwers: 30.512 Scheidsrechter: Matthew Breeze (AUS) |
| 17 juni Confederations Cup Groep A № 560 «onderlinge duels» |      | 55' David Villa |        | Vrystaatstadion, Bloemfontein Toeschouwers: 30.512 Scheidsrechter: Matthew Breeze (AUS) |

|                                                             |             |                                       |        |                                                                                     |
| 20 juni Confederations Cup Groep A № 561 «onderlinge duels» | Zuid-Afrika | 0 – 2                                 | Spanje | Vrystaatstadion, Bloemfontein Toeschouwers: 38.212 Scheidsrechter: Pablo Pozo (CHI) |
| 20 juni Confederations Cup Groep A № 561 «onderlinge duels» |             | 52' David Villa 72' Fernando Llorente |        | Vrystaatstadion, Bloemfontein Toeschouwers: 38.212 Scheidsrechter: Pablo Pozo (CHI) |

|                                                                  |                                     |       |        |                                                                                          |
| 24 juni Confederations Cup Halve finale № 562 «onderlinge duels» | Verenigde Staten                    | 2 – 0 | Spanje | Vrystaatstadion, Bloemfontein Toeschouwers: 35.369 Scheidsrechter: Jorge Larrionda (URU) |
| 24 juni Confederations Cup Halve finale № 562 «onderlinge duels» | Jozy Altidore 27' Clint Dempsey 74' |       |        | Vrystaatstadion, Bloemfontein Toeschouwers: 35.369 Scheidsrechter: Jorge Larrionda (URU) |

|                                                                  |                                         |              |                                                    |                                                                                             |
| 28 juni Confederations Cup Troostfinale № 563 «onderlinge duels» | Zuid-Afrika                             | 2 – 3 (n.v.) | Spanje                                             | Royal Bafokengstadion, Rustenburg Toeschouwers: 31.788 Scheidsrechter: Matthew Breeze (AUS) |
| 28 juni Confederations Cup Troostfinale № 563 «onderlinge duels» | Katlego Mphela 73' Katlego Mphela 90+3' |              | 87' Daniel Güiza 89' Daniel Güiza 107' Xabi Alonso | Royal Bafokengstadion, Rustenburg Toeschouwers: 31.788 Scheidsrechter: Matthew Breeze (AUS) |

|  |  |  |  |  |  |  |  |  |

|                                                        |                                  |       |                                                       |                                                                                |
| 12 augustus Vriendschappelijk № 564 «onderlinge duels» | Macedonië                        | 2 – 3 | Spanje                                                | Philip II Arena, Skopje Toeschouwers: 25.000 Scheidsrechter: Pieter Vink (NED) |
| 12 augustus Vriendschappelijk № 564 «onderlinge duels» | Goran Pandev 8' Goran Pandev 33' |       | 50' Fernando Torres 54' Gerard Piqué 55' Albert Riera | Philip II Arena, Skopje Toeschouwers: 25.000 Scheidsrechter: Pieter Vink (NED) |

|                                                                   |                                                                                  |       |        |                                                                                                 |
| 5 september Kwalificatie WK 2010 Groep 5 № 565 «onderlinge duels» | Spanje                                                                           | 5 – 0 | België | Estadio Municipal de Riazor, A Coruña Toeschouwers: 30.441 Scheidsrechter: Bertrand Layec (FRA) |
| 5 september Kwalificatie WK 2010 Groep 5 № 565 «onderlinge duels» | David Silva 40' David Villa 49' Gerard Piqué 50' David Silva 67' David Villa 84' |       |        | Estadio Municipal de Riazor, A Coruña Toeschouwers: 30.441 Scheidsrechter: Bertrand Layec (FRA) |

|                                                                   |                                                     |       |         |                                                                                 |
| 9 september Kwalificatie WK 2010 Groep 5 № 566 «onderlinge duels» | Spanje                                              | 3 – 0 | Estland | Estadio Romano, Mérida Toeschouwers: 14.362 Scheidsrechter: Oleh Oriekhov (UKR) |
| 9 september Kwalificatie WK 2010 Groep 5 № 566 «onderlinge duels» | Cesc Fàbregas 33' Santi Cazorla 81' Juan Mata 90+2' |       |         | Estadio Romano, Mérida Toeschouwers: 14.362 Scheidsrechter: Oleh Oriekhov (UKR) |

|                                                                  |                       |       |                                        |                                                                             |
| 10 oktober Kwalificatie WK 2010 Groep 5 № 567 «onderlinge duels» | Armenië               | 1 – 2 | Spanje                                 | Estadio Romano, Mérida Toeschouwers: 10.500 Scheidsrechter: Jiří Jech (CZE) |
| 10 oktober Kwalificatie WK 2010 Groep 5 № 567 «onderlinge duels» | Robert Arzumanyan 59' |       | 32' Cesc Fàbregas 64' (pen.) Juan Mata | Estadio Romano, Mérida Toeschouwers: 10.500 Scheidsrechter: Jiří Jech (CZE) |

|                                                                  |                                         |       |                                                                                      |                                                                               |
| 14 oktober Kwalificatie WK 2010 Groep 5 № 568 «onderlinge duels» | Bosnië en Herz.                         | 2 – 5 | Spanje                                                                               | Bilino Polje, Zenica Toeschouwers: 13.500 Scheidsrechter: Konrad Plautz (AUT) |
| 14 oktober Kwalificatie WK 2010 Groep 5 № 568 «onderlinge duels» | Edin Džeko 90' Zvjezdan Misimović 90+2' |       | 12' Gerard Piqué 13' David Silva 49' Álvaro Negredo 55' Álvaro Negredo 88' Juan Mata | Bilino Polje, Zenica Toeschouwers: 13.500 Scheidsrechter: Konrad Plautz (AUT) |

|                                                        |                                        |       |                         |                                                                                        |
| 14 november Vriendschappelijk № 569 «onderlinge duels» | Spanje                                 | 2 – 1 | Argentinië              | Estadio Vicente Calderón, Madrid Toeschouwers: 54.000 Scheidsrechter: Alan Kelly (IRL) |
| 14 november Vriendschappelijk № 569 «onderlinge duels» | Xabi Alonso 15' Xabi Alonso 85' (pen.) |       | 62' (pen.) Lionel Messi | Estadio Vicente Calderón, Madrid Toeschouwers: 54.000 Scheidsrechter: Alan Kelly (IRL) |

|                                                        |                    |       |                                                                                        |                                                                                     |
| 18 november Vriendschappelijk № 570 «onderlinge duels» | Oostenrijk         | 1 – 5 | Spanje                                                                                 | Ernst Happelstadion, Wenen Toeschouwers: 32.000 Scheidsrechter: Florian Meyer (GER) |
| 18 november Vriendschappelijk № 570 «onderlinge duels» | Jakob Jantscher 8' |       | 10' Cesc Fàbregas 20' David Villa 45' David Villa 56' Daniel Güiza 57' Pablo Hernández | Ernst Happelstadion, Wenen Toeschouwers: 32.000 Scheidsrechter: Florian Meyer (GER) |

RFEF · A-internationals · Selecties · Bondscoaches · Spaans vrouwenelftal · Olympisch elftal · Spanje U21 · Spanje U20 · Spanje U19 · Spanje U18 · Spanje U17 · Spanje U16 · Vrouwen U17
1920 – 1929 ·
1930 – 1939 ·
1940 – 1949 ·
1950 – 1959 ·
1960 – 1969 ·
1970 – 1979 ·
1980 – 1989 ·
1990 – 1999 ·
2000 – 2009 ·
2010 – 2019 ·
2020 − 2029
EK's: 1964 · 
1980 · 
1984 · 
1988 · 
1996 · 
2000 · 
2004 · 
2008 · 
2012 · 
2016 · 
2020 · 
2024
WK's: 1934 · 
1950 · 
1962 · 
1966 · 
1978 · 
1982 · 
1986 · 
1990 · 
1994 · 
1998 · 
2002 · 
2006 · 
2010 · 
2014 · 
2018 · 
2022
OS: 1920 ·
1924 · 
1928 · 
1968 · 
1976 · 
1980 · 
1992 · 
1996 · 
2000 · 
2012 ·
2020
1920 · 
1921 · 
1922 · 
1923 · 
1924 · 
1925 · 
1926 · 
1927 · 
1928 · 
1929 · 
1930 · 
1931 · 
1932 · 
1933 · 
1934 · 
1935 · 
1936 · 
1937 · 1939 · 1940 · 
1941 · 
1942 · 
1943 · 1944 · 
1945 · 
1946 · 
1947 · 
1948 · 
1949 · 
1950 · 
1952 · 
1952 · 
1953 · 
1954 · 
1955 · 
1956 · 
1957 · 
1958 · 
1959 · 
1960 · 
1961 · 
1962 · 
1963 · 
1964 · 
1965 · 
1966 · 
1967 · 
1968 · 
1969 · 
1970 · 
1971 · 
1972 · 
1973 · 
1974 · 
1975 · 
1976 · 
1977 · 
1978 · 
1979 · 
1980 · 
1981 · 
1982 · 
1983 · 
1984 · 
1985 · 
1986 · 
1987 · 
1988 · 
1989 · 
1990 · 
1991 · 
1992 · 
1993 · 
1994 · 
1995 · 
1996 · 
1997 · 
1998 · 
1999 · 
2000 · 
2001 · 
2002 · 
2003 · 
2004 · 
2005 · 
2006 · 
2007 · 
2008 · 
2009 · 
2010 · 
2011 · 
2012 · 
2013 ·
2014 ·
2015 ·
2016 ·
2017 ·
2018 ·
2019 ·
2020 ·
2021 ·
2022
Albanië ·
Algerije ·
Andorra ·
Argentinië ·
Armenië ·
Australië ·
Azerbeidzjan ·
België ·
Bolivia ·
Bosnië en Herzegovina ·
Brazilië ·
Bulgarije ·
Canada ·
Chili ·
China ·
Colombia ·
Costa Rica ·
Cyprus ·
DDR ·
Denemarken ·
Duitsland ·
Ecuador ·
Egypte ·
El Salvador ·
Engeland ·
Estland ·
Equatoriaal-Guinea · 
Faeröer ·
Finland ·
Frankrijk ·
GOS ·
Georgië ·
Griekenland ·
Haïti ·
Honduras ·
Hongarije ·
Ierland ·
IJsland ·
Irak ·
Iran ·
Israël ·
Italië ·
Ivoorkust ·
Japan ·
Joegoslavië ·
Jordanië ·
Kosovo ·
Kroatië ·
Letland ·
Liechtenstein ·
Litouwen ·
Luxemburg ·
Malta ·
Marokko ·
Mexico ·
Nederland ·
Nieuw-Zeeland ·
Nigeria ·
Noord-Ierland ·
Noord-Macedonië ·
Noorwegen ·
Oekraïne ·
Oostenrijk ·
Panama ·
Paraguay ·
Peru ·
Polen ·
Portugal ·
Puerto Rico ·
Roemenië ·
Rusland ·
San Marino ·
Saoedi-Arabië ·
Schotland ·
Servië ·
Servië en Montenegro ·
Slovenië ·
Slowakije ·
Sovjet-Unie ·
Tahiti ·
Tsjechië ·
Tsjecho-Slowakije ·
Tunesië ·
Turkije ·
Uruguay ·
Venezuela ·
Verenigde Staten ·
Wales ·
Wit-Rusland ·
Zuid-Afrika ·
Zuid-Korea ·
Zweden ·
Zwitserland
Australië (2014) ·
Brazilië (2013) ·
Chili (2010) ·
Chili (2014) ·
Costa Rica (2022) ·
Duitsland (2008) ·
Duitsland (2022) ·
Engeland (1982) ·
Engeland (2024) ·
Frankrijk (1984) ·
Frankrijk (2006) ·
Frankrijk (2012) ·
Frankrijk (2021) ·
Griekenland (2008) ·
Honduras (2010) ·
Ierland (2012) ·
Iran (2018) ·
Italië (2008) ·
Italië (2012, 1) ·
Italië (2012, 2) ·
Italië (2016) ·
Italië (2021) ·
Japan (2022) ·
Kroatië (2012) ·
Kroatië (2021) ·
Marokko (2018) ·
Marokko (2022) ·
Nederland (2010) ·
Nederland (2014) ·
Oekraïne (2006) ·
Paraguay (2002) ·
Polen (2021) ·
Portugal (2012) ·
Portugal (2018) ·
Rusland (2008, 1) ·
Rusland (2008, 2) ·
Rusland (2018) ·
Saoedi-Arabië (2006) ·
Slovenië (2002) ·
Slowakije (2021) ·
Sovjet-Unie (1964) ·
Tsjechië (2016) ·
Tunesië (2006) ·
Turkije (2016) ·
West-Duitsland (1982) ·
Zuid-Afrika (2002) ·
Zweden (2008) ·
Zweden (2021) ·
Zwitserland (2010) ·
Zwitserland (2021)
AFC-zone: Afghanistan · Australië · Bahrein · Bangladesh · Bhutan · Brunei · Cambodja · China · Filipijnen · Guam · Hongkong · India · Indonesië · Iran · Irak · Japan · Jemen · Jordanië · Koeweit · Kirgizië · Laos · Libanon · Macau · Maleisië · Maldiven · Mongolië · Myanmar · Nepal · Noord-Korea · Oezbekistan · Oman · Oost-Timor · Pakistan · Palestina · Qatar · Saoedi-Arabië · Singapore · Sri Lanka · Syrië · Tadzjikistan · Taiwan · Thailand · Turkmenistan · Verenigde Arabische Emiraten · Vietnam · Zuid-Korea

CAF-zone: Algerije · Angola · Benin · Botswana · Burkina Faso · Burundi · Centraal-Afrikaanse Republiek · Comoren · Congo-Brazzaville · Congo-Kinshasa · Djibouti · Egypte · Equatoriaal-Guinea · Eritrea · Ethiopië · Gabon · Gambia · Ghana · Guinee · Guinee-Bissau · Ivoorkust · Kaapverdië · Kameroen · Kenia · Lesotho · Liberia · Libië · Madagaskar · Malawi · Mali  ·Mauritanië · Mauritius · Marokko · Mozambique · Namibië · Niger · Nigeria · Oeganda · Rwanda · Sao Tomé en Principe · Senegal · Seychellen · Sierra Leone · Soedan · Somalië · Swaziland · Tanzania · Togo · Tsjaad · Tunesië · Zambia · Zimbabwe · Zuid-Afrika

CONCACAF-zone: Amerikaanse Maagdeneilanden · Anguilla · Antigua en Barbuda · Aruba · Bahama's · Barbados · Belize · Bermuda · Britse Maagdeneilanden · Canada · Kaaimaneilanden · Costa Rica · Cuba · Dominica · Dominicaanse Republiek · El Salvador · Frans Guyana · Grenada · Guadeloupe · Guatemala · Guyana · Haïti · Honduras · Jamaica · Martinique · Mexico · Montserrat · 
Nicaragua · Panama · Puerto Rico · Saint Kitts en Nevis · Saint Lucia · Saint Vincent en de Grenadines · Sint Maarten · Suriname · Trinidad en Tobago · Turks- en Caicoseilanden · Verenigde Staten

CONMEBOL-zone: Argentinië · Bolivia · Brazilië · Chili · Colombia · Ecuador · Paraguay · Peru · Uruguay · Venezuela

OFC-zone: Amerikaans-Samoa · Cookeilanden · Fiji · Nieuw-Caledonië · Nieuw-Zeeland · Papoea-Nieuw-Guinea · Samoa · Salomoneilanden · Tahiti · Tonga · Vanuatu

UEFA-zone: Albanië · Andorra · Armenië · Azerbeidzjan · België · Bosnië en Herzegovina · Bulgarije · Cyprus · Denemarken · Duitsland · Engeland · Estland · Faeröer · Finland · Frankrijk · Georgië · Griekenland · Hongarije · IJsland · Ierland · Israël · Italië · Kazachstan · Kroatië · Letland · Liechtenstein · Litouwen · Luxemburg · Macedonië · Malta · Moldavië · Montenegro · Nederland · Noord-Ierland · Noorwegen · Oekraïne · Oostenrijk · Polen · Portugal · Roemenië · Rusland · San Marino · Schotland · Servië · Servië en Montenegro · Slovenië · Slowakije · Spanje · Tsjechië · Turkije · Wales · Wit-Rusland · Zweden · Zwitserland